# 角田滑空場
角田滑空場（かくだかっくうじょう）は宮城県角田市にある場外離着陸場である。角田市内の阿武隈川河川敷に所在し、主に、グライダーの滑空場や、宮城県防災航空隊の活動などで使用されている。

## 空港データ

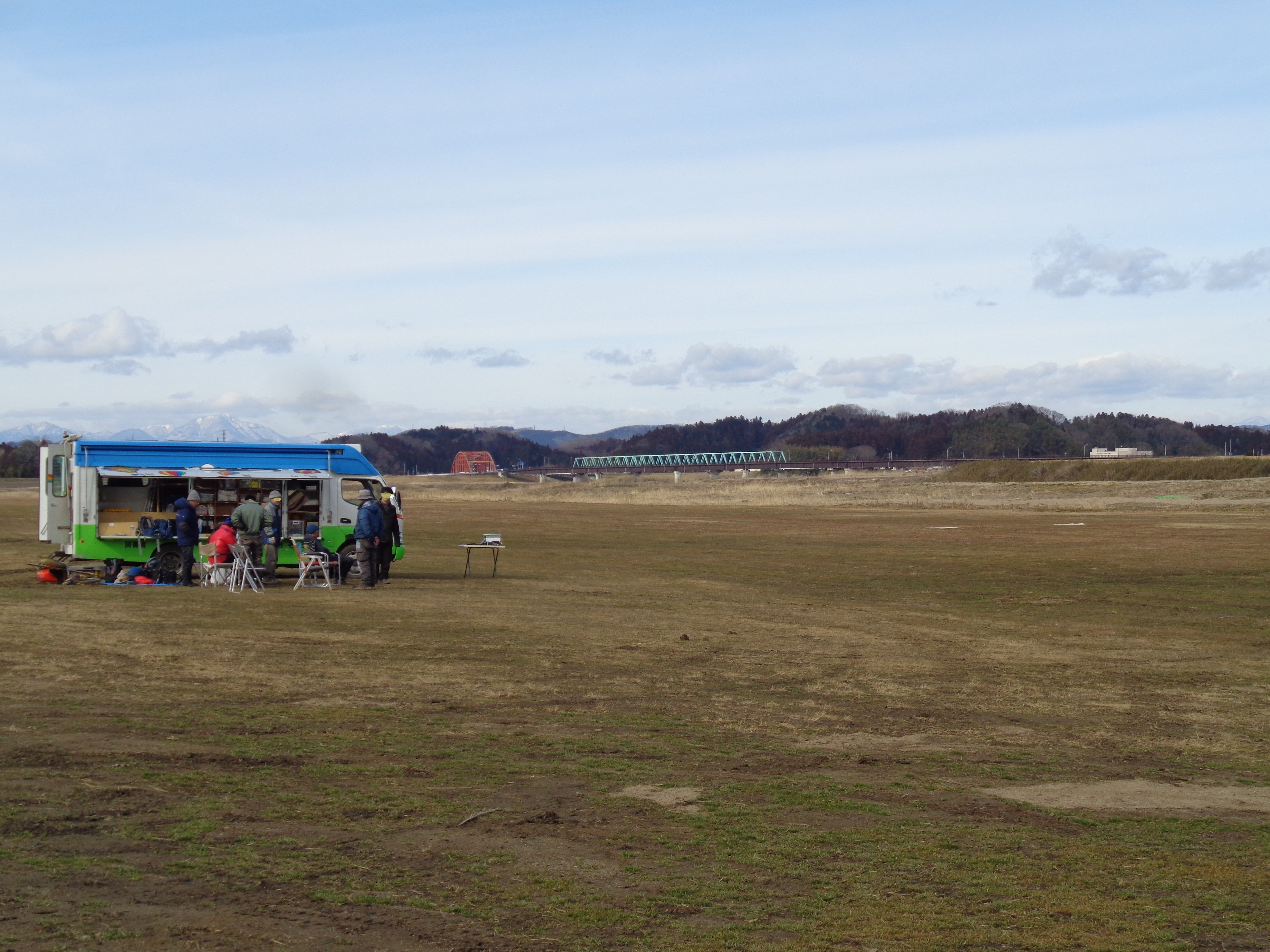
同滑空場滑走路

- 開港：1994年（平成6年）
- 所在地：宮城県角田市佐倉字中川原
- 管理者：公益社団法人宮城県航空協会
- 交信：130.80 MHz